# مسجد الحاج سر تيب
مسجد الحاج سر تيب (بالفارسية: مسجد حاج سر تیپ) هو مسجد تاريخي يعود إلى عصر القاجاريون والدولة البهلوية، ويقع في همدان.